# Karl Deinhardt
Karl Deinhardt (* 13. Januar 1887 als Karl David in Heidelberg; † 3. März 1966 in Kaufbeuren) war ein deutscher Generalleutnant der Luftwaffe im Zweiten Weltkrieg.

## Leben
Deinhardt trat im April 1906 als Freiwilliger in das 2. Badische Grenadier-Regiment „Kaiser Wilhelm I.“ Nr. 110 der Preußischen Armee ein. Bei Ausbruch des Ersten Weltkriegs ließ er sich zum Flugbeobachter und Piloten ausbilden und war bei verschiedenen Flieger-Abteilungen im Einsatz. Für sein Wirken erhielt er neben beiden Klassen des Eisernen Kreuzes die Silberne Karl-Friedrich-Militär-Verdienstmedaille, die  Silberne Badische Verdienstmedaille und das Militär-Flugzeugführer-Abzeichen.
Nach Kriegsende zunächst in die Vorläufige Reichswehr übernommen, setzte Deinhardt seine Militärkarriere als Offizier in der Reichswehr fort. Zuletzt war er dort als Major und Kompaniechef im 14. (Badisches) Infanterie-Regiment tätig. Anschließend trat er zur Luftwaffe über.
Deinhardt war vom 1. Oktober 1936 bis 31. Januar 1939 zunächst als Oberstleutnant, dann als Oberst Kommandeur des Fliegerhorstes Kaufbeuren. Am 23. Mai 1938 gab „Karl David“ in der Kaufbeurer Nationalzeitung seine Namensänderung in „Karl Deinhardt“ bekannt. Nach dem Tod von Bürgermeister Hans Wildung im Januar 1943 wurde der pensionierte Offizier von den Nationalsozialisten als Bürgermeister der Stadt Kaufbeuren eingesetzt.
Nach dem Einmarsch US-amerikanischer Truppen am 27. April 1945 wurde er zunächst vom Militärkommandanten Major Craig S. Mattice im Amt belassen. Nach Intervention eines „antifaschistischen Ausschusses Kaufbeurer Bürger“ unter Führung des Sozialdemokraten Robert Glöggler kam es zu einer Inspektion der Kaufbeurer Militärregierung, in deren Folge der US-Inspekteur Oberstleutnant Wolfson sowohl Deinhardt als auch Mattice Ende Juni 1945 ihrer Ämter enthoben wurden. Auf Vorschlag des antifaschistischen Ausschusses wurde zum 1. Juli der bis 1933 amtierende Georg Volkhardt wieder in das Amt des Bürgermeisters eingesetzt.